# Allure
Allure es una revista estadounidense de belleza femenina. Fue creada en 1991 y su editora es Linda Wells. La publicación abarca diferentes tópicos, todos relacionados con la belleza. Allure es publicada mensualmente por Condé Nast Publications en Nueva York.
Una de sus características son sus premios anuales "Lo mejor de la belleza", donde lectores y editores eligen los mejores productos cosméticos. Entre las celebridades que han aparecido en su portada se encuentran Victoria Beckham, Britney Spears, Eva Longoria, Gwen Stefani, Fergie, Lindsay Lohan y recientemente Ariana Grande.